# 時凶感應
是一部美國科幻懸疑電影，於2006年11月22日首度上映。片名標題在法語中，為「似曾相識」（既視感應）的意思。本片劇情認為有平行宇宙的存在，當人類出現似曾相識的情形時就是在平行宇宙的另一個自己已死亡而出現意識結合。本片編劇與美國哥倫比亞大學物理教授Brian Greene合作科幻部分的劇情，Brian Greene教授2011年一月也出版關於平行宇宙的書籍。

## 故事內容
故事於美東新奧爾良取景，一眾美國海軍及家屬參加海上嘉年華，在渡輪出發後不久，船上的汽車炸彈於2006年二月十九日，懺悔星期二早上十時五十分爆炸，造成五百四十三人死亡。
美國菸酒槍炮及爆裂物管理局（ATF）人員道格（丹泽尔·华盛顿飾）接手調查案件，在找尋案件證據後，證實這為一宗恐怖襲擊案，在翻查現場附近行車天橋的錄像片段後，發現事發時有一騎電單車的人正在橋中心停下觀望。其後調查人員於現場發現一具女屍，這名女子名為Claire，她僅有三成身體遭燒傷，右手手指遭剪斷，並曾遭淋汽油，顯示她為另一宗謀殺案死者，但被试图掩盖成爆炸案死者，而案中的汽車炸彈經調查後證實Claire正是其車主。道格遂前往Claire寓所調查，在屋中發現不少染血繃帶及紗布、一把手槍、在電冰箱發現"U CAN SAVE HER"（你能救她）的字句，在翻查電話錄音期間赫然發現自己的留言。雖然道格有戴手套調查，但其後他的同事卻指道格在Claire家中留下不少指紋，案件便開始變得不尋常，很像道格早曾到過現場似的。
調查人員以一台全天候監視儀器，觀察四天六小時又三分四十五秒前任何地方、人或事物的錄像，但不可快轉或倒帶，機器研究人員指是數據過於龐大。他們透過機器確認恐襲案疑兇的身份，這名疑兇名為Oerstadt，在犯案前曾與女死者Claire接觸，期間要求Claire把座駕賣給他。調查人員觀看在Claire遇害前的生活片段，發現Claire在日記中寫道自己感覺被什麼監視。道格以一枝雷射筆光束射向畫面，其他人看到Claire很像受到驚恐似的，接著系統當機。研究人員指這機器其實不只是攝錄機，而是一台時間機器，透過蟲洞可以看到四天六小時又三分四十五秒前所發生的事，於是道格提出以寫字條方式把恐襲信息傳給四天前的道格，字條卻被道格的搭檔賴瑞拿到，這名FBI人員截停Oerstadt車輛調查期間，反被Oerstadt開槍擊倒，然後Oerstadt把他拉到車上，由於機器可直接觀測範圍有限，調查人員指派道格戴上手提追蹤器，驅車在機器可觀測範圍以外進行追蹤，尋找Oerstadt在4天前的駕駛路線，得知Oerstadt把該名探員拖往一河邊小屋，並把探員淋汽油後燒死，由於Oerstadt槍殺賴瑞時擊破車窗，載運賴瑞屍體時在座位上留下血跡，因此需要一另台乾淨的卡車來製作汽車炸彈(Claire的卡車)。其間道格等人發現4天後的小屋現場多了一輛救護車殘骸，以及曾發生爆炸，但4天前的小屋却是完好的。4天後的Oerstadt其後被捕，道格盤問Oerstadt期間，Oerstadt供稱他是因為先後投考海軍及陸軍失敗，心感不忿，才做出這樣的恐襲，道格指他的「愛國心」過於激進，因此不被軍方重用。
道格在調查其間不知不覺地對Claire產生好感，便提出以時間機器回到4天前，試圖阻止恐怖攻擊發生及Claire死亡。他被傳送到4天前一醫院內並被搶救挽回了意識，當時Oerstadt正向Claire行兇，在她身上淋上汽油，道格遂利用一輛救護車衝往河邊小屋，在Oerstadt要剪斷Claire手指一刻，道格趕到，雙方爆發槍戰，其後屋內發生爆炸，道格及Claire及時逃出。Claire帶同道格回到寓所療傷，其間她懷疑道格身份，並曾以手槍指向道格，經確認道格並非要加害她後，她為道格包紮傷口，在垃圾桶內留下不少染血物品，道格成功阻止Claire死亡，便在電冰箱上以字母排列上"U CAN SAVE HER"。道格聽到渡輪鳴笛聲，為阻止恐襲發生，便與Claire一同趕往碼頭，道格囑Claire在岸上等候，而自己則跑往船上試圖拆彈。這時原本要騎重機上天橋的Oerstadt在岸上看見自己的汽車（德格與Claire駕駛前來碼頭），也進船看個究竟，與此同時，Claire擔心道格的安危，也在渡輪出發一刻跳上船。其後Oerstadt等人在船上爆發槍戰，後來Oerstadt被擊斃，道格與Claire一同把汽車炸彈衝出渡輪落入海中，Claire成功逃脫，道格則在爆炸中死亡。在Claire獲救後，她遇上四天前的道格，這名道格既沒見證過恐襲，也未曾阻止恐襲發生，但對素未謀面的Claire也有一種「似曾相識」之感。

## 背景
電影拍攝工作因受到2005年卡崔娜颶風影響而延遲，片中設定的時間為2006年初，風災過後的新奧爾良仍未完成修復，在片段中可以見到。而製片商亦在影片結尾加入向新奧爾良市民致敬的字句。

## 主要演员
| 演員                            | 角色                              | 備註               |
| 丹佐·華盛頓 Denzel Washington   | 道格拉斯·卡林 Douglas Carlin      | ATF探員。          |
| 寶拉·巴頓 Paula Patton          | 克萊兒·科契佛 Claire Kuchever     | 遭殺害女子。       |
| 吉姆·卡維佐 Jim Caviezel        | 卡羅·歐爾史塔特 Carroll Oerstadt  | 渡輪爆炸案的兇手。 |
| 方·基墨 Val Kilmer              | 保羅·普萊茲瓦拉 Paul Pryzwarra    | FBI探員。          |
| 亞當·戈德堡 Adam Goldberg       | 亞歷山大·丹尼 Dr. Alexander Denny |                    |
| 布魯斯·格林伍德 Bruce Greenwood | 傑克·麥奎迪 Jack McCready         |                    |
| 麥特·卡文 Matt Craven           | 賴瑞·米努提 Larry Minuti          | ATF探員。          |

## 外部連結
- 中國影視資料館：時凶感應
- Yahoo!電影 - 時凶感應
- Yahoo!奇摩電影 - 時空線索
- 互联网电影数据库（IMDb）上《時凶感應》的资料（英文）